# Нетеркотт, Эйсер
Эйсер Гэри Нетеркотт (англ. Acer Gary Nethercott; 28 ноября 1977, Ньюмаркет, Суффолк, Великобритания — 27 января 2013) — британский спортсмен по академической гребле, серебряный призёр Олимпийских игр в Пекине (2008) в гребле на восьмёрке с рулевым.

## Спортивная карьера
Окончил Университетский колледж физики и философии Оксфордского университета. Получил ученую степень BPhil и DPhil в области философии языка, работал в Boston Consulting Group.
Начал заниматься греблей в Оксфорде. В 2003 году вместе с первой командой Оксфорда («Dark Blues») выиграл традиционные соревнования между Оксфордом и Кембриджем Boat Race, этот успех он повторил в 2005 году. На соревнованиях в 2013 году, спустя два месяца после смерти спортсмена, лодка Оксфорда была названа в его честь.
На летних олимпийских Играх в Пекине (2008) в качестве рулевого британской восьмёрки выиграл серебро. Победу тогда праздновал экипаж из Германии, бронза досталась представителям Канады. На чемпионате мира 2007 года в Мюнхене стал бронзовым призёром. Также на его счету пять медалей этапов Кубка мира. Пытался квалифицироваться на Олимпиаду в Лондоне (2012), но не смог этого сделать из-за последствий болезни.